# BBC 월드 서비스
BBC 월드 서비스(BBC World Service)는 영국의 공영 방송 BBC에서 운영, 방송하는 국제 방송국이며 BBC 국제방송이라고도 한다. 매 시간 정시마다 6초 비프음 시보를 송출하는 것이 특징이며, BBC가 영국 정부로부터의 지원을 받아 제작하고 있고, 현재는 전 세계를 향해 33개 언어로 단파와 인터넷으로 방송하고 있다.
BBC 월드 서비스는 1925년에 개국하였고, 전 세계를 향해 영어로만 방송하는 BBC 엠파이어 국제방송은 1932년에 개국하였다. 제2차 세계 대전과 곧이어 냉전의 시대를 맞이하면서 영국 정부와 BBC 월드 서비스는 영어 이외의 언어 방송의 필요성을 느껴 중국어, 일본어 등의 언어 방송을 개국하였다. 걸프 전쟁이 발생하자 텔레비전 국제 방송의 시작을 검토한 결과, BBC 월드 뉴스가 개국되었다.
2001년에 북미 및 오세아니아 지역 단파송출을 종료했고, 2005년부터 2009년까지 유럽 지역 단파송출을 단계적으로 축소하여 최종 종료하였다. 2008년 3월 말, 동아시아향 낮 시간(한국시각 아침 9시 ~ 오후 5시) 단파 송출을 중단했고 2013년 3월 31일에 아프리카, 중동, 동남아, 동북아 지역 단파송출을 대폭 감축했다.
2005년 10월 청취자가 적은 10개의 언어의 방송을 폐지하고, 이로 인해 남는 영국 정부 지원금으로 2007년에 중동향 텔레비전 방송을 제작, 방송할 예정이다.

## 대한민국 내 청취방법
인터넷, 스마트폰, 단파라디오, 위성방송을 통해 청취할 수 있다.
- 인터넷 - BBC 홈페이지(bbc.co.uk/worldserviceradio)에 접속해 미디어 플레이어를 통해 실시간으로 청취 (무료이며, 회원가입 및 로그인 필요없음.[1])
- 스마트폰 - 스마트폰 웹 브라우저를 통해 BBC 사이트에 접속하여 청취하거나 BBC 월드 서비스 공식 앱 또는 BBC 사운즈 앱을 이용하여 청취할 수 있다.
- 단파라디오 - 일반라디오가 아닌 단파를 수신할 수 있는 수신기가 필요하다. 과거에 주요 주파수로 5875, 6195, 9740, 15280, 17760, 21660㎑ 등이 있었다. 아래 주파수표는 아침(아침 9시 ~ 오전 11시), 저녁(밤 8시 ~ 자정) 등 간단한 시간대에 따라 대략 그려넣은 것이므로 자세한 시간대는 BBC 홈페이지에서 참고하면 된다.

과거에는 VOA와 다르게 BBC는 한국시각으로 아침 6시부터 다음날인 새벽 1시까지 단파로 송출하여 비교적 하루종일 들을 수 있는 편이었다. 그러나 2008년 3월 30일에 BBC는 낮 시간대(한국시각 아침 9시 ~ 오후 5시) 극동향 단파송출을 중단하였다.

##### 동북아시아향 최근 단파 주파수표
아래 주파수표는 시간대를 아침, 저녁, 밤 등으로 나누어 대략적으로 그려넣은 것으로, 정확한 주파수는 BBC 웹사이트 참조.
송출시간의 1차 축소(하루 19시간 → 12시간)는 2008년 3월 30일, 2차 축소(하루 12시간 → 6시간)는 2013년 3월 31일 부로 시행되었다.
2017년 1월 태국 중계소의 폐지로 실질적으로 단파송출이 축소되었다.
| 시간대(한국표준시 기준)      | 단파 주파수(2018년~현재) |
| 새벽 (밤 12시~새벽 3시 30분) | 5845, 5895, 9355㎑ |
| 중계소                       | 티낭 중계소 두샨베 중계소 크란지 중계소 |
| 다른시간대                   | 2008년 3월 30일 부로 오전 11시 ~ 저녁 6시 시간대 송출중단, 2013년 3월 31일 부로 아침 6시 ~ 아침 8시, 오전 10시 ~ 오전 11시, 저녁 6시 ~ 저녁 7시, 밤 11시 ~ 익일 새벽 1시 시간대 송출중단. 201X년 늦은아침 그리고 저녁 방송 송출 중단 |

※ 1: 상기 주파수는 영국 본토로부터의 직접 송출이 아닌, 싱가포르 및 오만 중계소의 송출로 싱가포르, 오만 중계소의 송출은 극동아시아향(동북아+동남아)이다.
※ 2: 아침 시간대의 수신상태는 불량한 편이다.
- 위성방송 - 스카이라이프 채널 791번 (유료)

## 방송 언어
| - 영어 - 중국어 - 타밀어 - 우르두어 - 벵골어 - 힌디어 - 네팔어 - 신할라어 - 인도네시아어 - 버마어 | - 베트남어 - 스와힐리어 - 아랍어 - 프랑스어 - 하우사어 - 르완다어 - 포르투갈어 - 파슈토어 - 페르시아어 - 튀르키예어 | - 루마니아어 - 러시아어 - 우크라이나어 - 마케도니아어 - 알바니아어 - 세르비아어 - 스페인어 - 카리브어 - 소말리어 - 우즈벡어 | - 키르기스어 - 아제르바이잔어 - 키룬디어 - 한국어 |

### 한국어 방송이 개설되기까지
1980년대에 BBC 월드 서비스 한국어 방송 개설이 검토되었지만 한반도 내 단파청취 인구 수 부족 등의 여러 가지 문제 때문에 무산된 바 있다. 2010년대에 들어서면서 대북방송 하라는 미국과 영국 의회의 압력에 한국어 방송이 추진되다가 대한민국 방송법 문제 등의 제약사항으로 인해 잠시 중단되기도 하였다. 그러나 2015년에 BBC가 장기계획을 발표하면서 북한향 한국어 방송 신설 계획이 있다는 걸 밝혔다. BBC 월드 서비스의 유명 앵커 중 하나인 댄 데이먼 씨의 코리아헤럴드지 인터뷰에 따르면 2016년 중반 개국을 목표로 한국어 방송이 추진되고 있었다고 하며, 영국 의회의 적극적인 지원으로 한국어 방송 개설이 현실화되고 있었다.
마침내 2017년 9월 25일에 한국어 방송이 개시되었다. 개설 당시 주파수는 중파 1341㎑, 단파 5810, 9940㎑.
2018년 현재 주파수는 단파 7355, 9615, 9900㎑. 이 중 7355㎑와 9900㎑의 수신상태는 양호한 편.

## 로고

2002년부터 2008년까지 사용한 로고.
2008년부터 2019년까지 사용한 로고.
2019년부터 2022년까지 사용한 로고.
2022년부터 현재 사용하고 있는 로고.

## 단파 송신소/중계소
BBC 월드 서비스는 위성방송, 인터넷 등 새로운 매체가 등장하기 전에 주로 단파방송으로 송출되었다. 최근에 비록 민영화(VT Group 산하 Merlin Communcations 사에 넘어감)되었지만 BBC 중계소라는 타이틀은 지금도 유지되고 있다. 'BBC 중계소'라는 현판도 아직도 유지 중이다.
BBC 단파 송신소/중계소는 전 세계 여러 군데에 있으며 그 규모 또한 세계적인 수준이다. 아래에 과거 BBC 직영 중계소만을 언급하였으며, 실제로 다른 송신소에서도 BBC 단파 송출이 이루어지고 있다.

#### 영국 본토
- 우퍼턴(Woofferton) 송신소 - 2017년 현재 BBC 유일의 본토 소재 단파 송신소이다. 잉글랜드와 웨일스 경계 사이에 위치. 옛날에는 미국 VOA의 유럽향 중계소로 활용되었었다. 현재는 디지털 단파방송 DRM 송출이 이루어지고 있다.
- (舊) 스켈턴(Skelton) 송신소 - 잉글랜드 북부에 위치. 참고로 대한민국의 KBS 월드라디오의 유럽향 송출의 일부는 이 송신소를 통해 이루어진 적이 있다.
- (舊) 램프셤(Rampisham) 송신소 - 잉글랜드 도싯 주에 위치. 500㎾급 대출력이 특징이며 중동향 송출이 대부분이었다.

#### 유럽 지역
- (舊) 키프로스 중계소 - 동유럽 및 중동향 송출을 담당했다. 2013년 봄에 중파송출을 제외하고는 단파송출 운영이 중지되었다.

#### 아시아 지역
- 오만 중계소 - 중동향 송출을 담당. 현재는 중동향 송출을 주로 담당하며, 남아시아향 송출, 동북아시아향 송출 일부 역시 담당하고 있다. 옛날에는 BBC Eastern Relay Station이라 불렀다.
- 싱가포르 중계소 - 싱가포르 크란지에 있는 중계소. 남아시아, 동남아시아, 동북아시아향 송출을 담당한다. 옛날에는 BBC Far Eastern Relay Station이라 불렀으며 2001년까지는 오세아니아(호주), 북미 서부향 송출을 맡기도 했었다.
- (舊) 태국 중계소 - 1997년 홍콩 중국 반환에 따른 홍콩 중계소의 철거에 맞춰 1997년에 태국 내륙 낫콘사완에 새로 건립한 극동향 송신소다. BBC Asian Relay Station이라는 명칭으로도 알려져 있다. 태국 군부와의 계약 재연장이 무산되면서 2017년 1월에 폐쇄되었다.
- (舊) 말레이시아 중계소 - 1979년에 싱가포르로 이전되기 전 극동지방의 BBC 중계소로 활약했다.
- (舊) 홍콩 중계소 - 1987년에 홍콩에 설립된 중계소. 주로 중국향 송출을 담당했다. 1997년 홍콩 반환에 따라 철거되었다.

#### 아프리카 지역
- 어센션 중계소 - 영국령 어센션 섬에 설치된 중계소. 주로 서아프리카향 송출을 맡았으나 세이셜 중계소 폐지 이후로는 동아프리카향 송출 일부도 담당하고 있다.
- (舊) 세이셜 중계소 - 동아프리카쪽 인도양 섬나라 세이셜에 위치. 주로 동아프리카향 송출을 담당했다.

#### 아메리카 지역
- (舊) 안티구아 중계소 - 중남미향 송출을 담당했다.

## FM 중계소
- 독일 베를린
- 시에라리온 프리타운

## 같이 보기
- BBC